# I. liga 1981-1982
L'edizione 1981/82 del campionato cecoslovacco di calcio vide la vittoria finale del Dukla Praga, che conquistò il suo undicesimo titolo.
Capocannoniere del torneo furono Petr Herda dello Sparta ČKD Praga e Ladislav Vízek del Dukla Praga con 15 reti.

## Classifica finale
|    | Classifica                        | G  | V  | N  | P  | GF | GS | DR  | Pti |
| -- | --------------------------------- | -- | -- | -- | -- | -- | -- | --- | --- |
| 1  | Dukla Praga                       | 30 | 18 | 6  | 6  | 54 | 20 | +34 | 42  |
| 2  | Baník Ostrava OKD                 | 30 | 15 | 8  | 7  | 53 | 24 | +29 | 38  |
| 3  | Bohemians ČKD Praga               | 30 | 15 | 8  | 7  | 41 | 22 | +19 | 38  |
| 4  | Plastika Nitra                    | 30 | 14 | 8  | 8  | 35 | 26 | +9  | 36  |
| 5  | Lokomotíva Košice                 | 30 | 12 | 8  | 10 | 36 | 34 | +2  | 32  |
| 6  | Sparta ČKD Praga                  | 30 | 11 | 9  | 10 | 40 | 35 | +5  | 31  |
| 7  | Slavia Praga                      | 30 | 10 | 10 | 10 | 44 | 41 | +3  | 30  |
| 8  | Internacionál Slovnaft Bratislava | 30 | 11 | 8  | 11 | 29 | 29 | 0   | 30  |
| 9  | Vítkovice                         | 30 | 11 | 8  | 11 | 33 | 41 | -8  | 30  |
| 10 | Slovan CHZJD Bratislava           | 30 | 11 | 7  | 12 | 42 | 47 | -5  | 29  |
| 11 | Zbrojovka Brno                    | 30 | 11 | 6  | 13 | 32 | 38 | -6  | 28  |
| 12 | Tatran Prešov                     | 30 | 10 | 8  | 12 | 28 | 40 | -12 | 28  |
| 13 | RH Cheb                           | 30 | 8  | 9  | 13 | 36 | 45 | -9  | 25  |
| 14 | Spartak TAZ Trnava                | 30 | 10 | 4  | 16 | 31 | 41 | -10 | 24  |
| 15 | Petržalka                         | 30 | 8  | 6  | 16 | 26 | 43 | -17 | 22  |
| 16 | Dukla B.B.                        | 30 | 5  | 7  | 18 | 29 | 63 | -34 | 17  |

## Verdetti
- Dukla Praga campione di Cecoslovacchia 1981/82.
- Dukla Praga ammessa alla Coppa dei Campioni 1982-1983.
- Baník Ostrava OKD e Bohemians ČKD Praga ammesse alla Coppa UEFA 1982-1983.
- TJ ZTS Petržalka e FK Dukla Banská Bystrica retrocesse.